# Autobahnpolizei

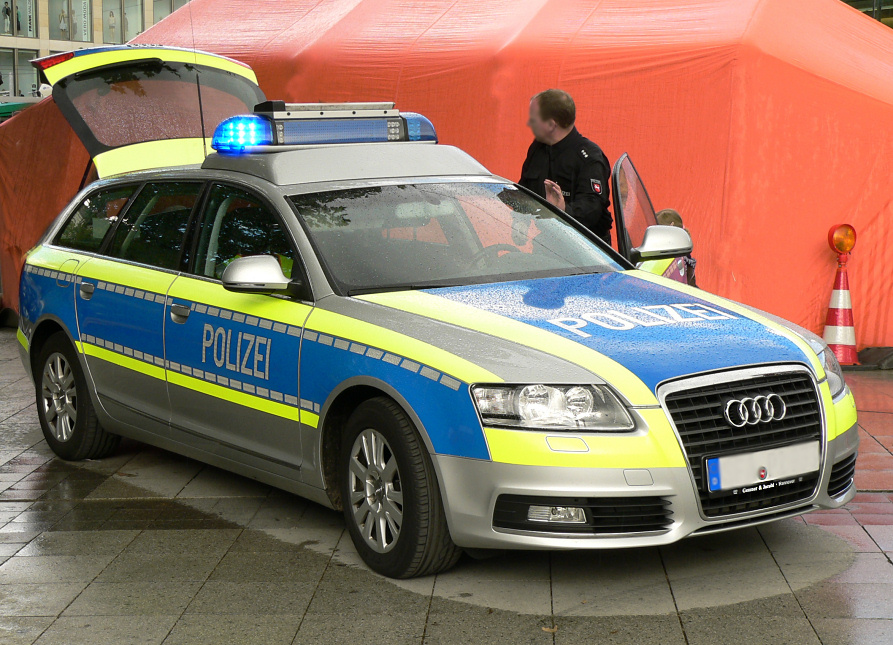
Fahrzeug der Autobahnpolizei

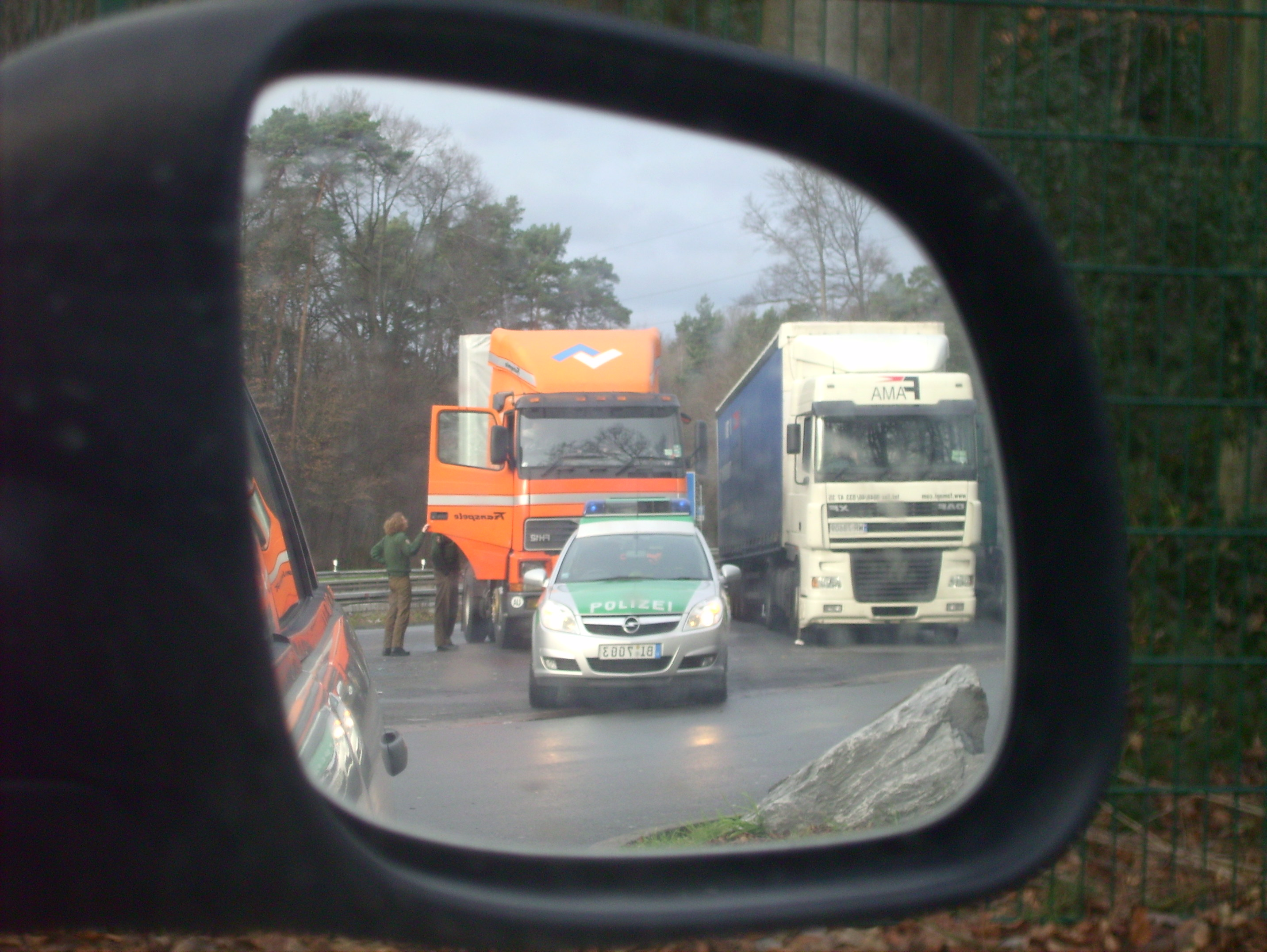
LKW-Kontrolle auf einem Rastplatz

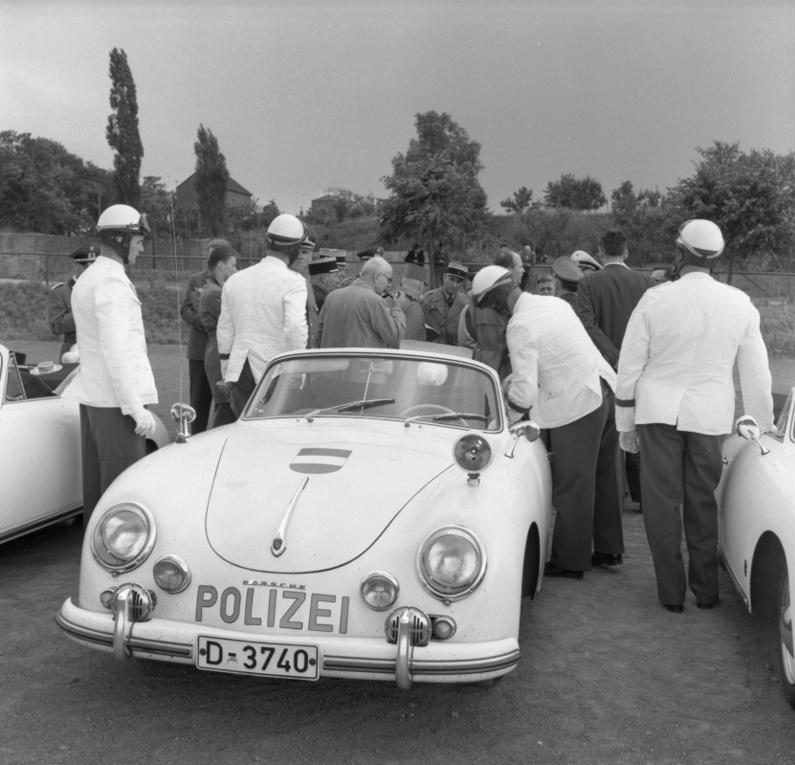
Autobahnpolizei NRW (1959)

Die Autobahnpolizei ist eine Organisationseinheit der deutschen Landespolizeien, die als Teil der Schutzpolizei vorrangig auf dem Bundesautobahnnetz eingesetzt wird. Vereinzelnd ist sie auch auf Kraftfahrstraßen zuständig. Im polizeilichen Jargon wird die Autobahnpolizei in diversen Regionen auch als MOT bezeichnet.

## Deutschland

### Aufgaben und Organisation
Aufgaben der Autobahnpolizei sind die Verkehrslenkung, die Aufnahme von Verkehrsunfällen, das Beseitigen von Verkehrsstörungen, die Überwachung bzw. Absicherung von Staus und die Verfolgung von Ordnungswidrigkeiten – vor allem Verkehrsordnungswidrigkeiten – und Straftaten auf den Autobahnen der jeweiligen Bundesländer innerhalb Deutschlands.
Innerhalb der einzelnen Organisationseinheiten gibt es häufig Gruppen bzw. Multiplikatoren, die sich mit speziellen Aufgaben befassen, z. B. Verkehrsüberwachung, Güterkraftverkehr oder Fahndung. Einheiten der Verkehrsüberwachung kontrollieren mit technischen Überwachungsgeräten die Geschwindigkeit und den Sicherheitsabstand der Fahrzeuge. Zur Geschwindigkeits- und Abstandsmessung stehen den Autobahnpolizeien meist zivile Fahrzeuge mit verbauter Technik zur Verfügung.
In einigen Bundesländern heißen die Dienststellen der Autobahnpolizei Autobahnpolizeistation (APS) oder Autobahnpolizeirevier (APrev), in Nordrhein-Westfalen Autobahnpolizeiwache (APW). Früher hießen sie Polizeiautobahnstation (PASt).
Seit dem 1. Januar 2007 werden in Nordrhein-Westfalen die bis dahin den Bezirksregierungen unterstellten eigenständigen Autobahnpolizeien – eine Autobahnpolizei (AP) je Regierungsbezirk Arnsberg, Detmold, Düsseldorf, Münster und Köln – den größeren Polizeipräsidien als Teil der Verkehrsdirektionen angegliedert.
Einige Bundesländer haben keine eigenständige Autobahnpolizei. Dort wird die Aufgabe meist von der Verkehrspolizei mit übernommen.

### Fahrzeuge
Die Streifenwagen der Autobahnpolizei verfügen gegenüber ihren städtischen Pendants häufig über leistungsfähigere Motoren, um bessere Werte in Beschleunigung und Endgeschwindigkeit zu erreichen. Teilweise unterscheidet sich auch die Sondersignalanlage in der besseren Erkennbarkeit über weite Entfernungen. So werden für den Einsatz auf der Autobahn häufig Geräte mit Blitz- oder LED-Lichttechnik sowie ausklappbare Signaltafeln zur Verkehrslenkung verbaut. In manchen Ländern (z. B. Niedersachsen) weisen die Fahrzeuge auch optische Unterschiede auf. Zum Beispiel besitzen die Autos neongelbe Streifen, um besser sichtbar zu sein.

## Brasilien
In Brasilien hatte die Autobahnpolizei Polícia Rodoviária Federal (PRF) im Jahr 2023 rund 13.000 Beamte. Sie war zuletzt stark mit Jair Bolsonaro verbunden, dem sie unter anderem zu helfen versuchte, indem sie Wähler des Partido dos Trabalhadores mit Straßensperren am Wählen behinderte. Die PRF wird auch beschuldigt, im Mai 2022 zusammen mit der Militärpolizei Massaker in den Favelas begangen zu haben, wobei die Favelas eigentlich nicht in ihre Zuständigkeit fallen.